# Berg und Löwenherz

Das Cafe Berg im Jahr 2013, im Hintergrund die Buchhandlung Löwenherz erkennbar.

Berg und Löwenherz waren ein lesbischwules Tagescafé und eine Buchhandlung in Wien. Sie waren das erste Café dieser Art mit direkt von der Straße einsehbaren Gastraum in Österreich, das sich etablieren konnte, und die erste Themenbuchhandlung im LesBiSchwulen-Segment. Das Café Berg wurde im Jahr 2017 geschlossen, die Buchhandlung Löwenherz ist weiterhin in Betrieb.

## Beschreibung
Während einer zweijährigen Vorbereitungsphase wurde der Kulturverein Berggasse gegründet, welcher auch heute noch aktiv ist. Das Café Berg und die Buchhandlung Löwenherz wurden Ende Juni 1993 als gemeinsames Projekt von Leo Kellermann unter der Firma Löwenherz & Berg Buchhandel und Cafebetrieb GmbH in der Berggasse, wo sich auch das Sigmund Freud Museum befindet, in Wien-Alsergrund eröffnet und noch heute sind die beiden Lokalitäten durch eine Verbindungstür verbunden. Es wurde als „ein Projekt zur Förderung und Erweiterung der lesbisch-schwulen Community“ gegründet.
Die Speisen des Cafés entsprechen einer leichten, etwas italophilen Küche. Die Kundschaft besteht vor allem aus einem Mix von Schwulen, Lesben, Bisexuellen und Heten. In einer von einem Redakteur des Nachtboten durchgeführten Internetumfrage über Szenelokale erreichte das Lokal im Jahre 2007 den zweiten Platz und war auch in den Jahren zuvor auf den vorderen Plätzen. Die Universitätslektorin, Politologin, Feministin und Chefredakteurin der Lambda-Nachrichten Gudrun Hauer hielt während des Semesters ihre Sprechstunden im Berg ab.
Das Sortiment der Buchhandlung ist nicht nur auf schwule und lesbische Literatur beschränkt, sondern bietet auch österreichische Literatur, Sozialwissenschaft, Psychologie und Psychoanalyse, Geschichte mit Schwerpunkt Holocaust und Nationalsozialismus und die Hauptwerke im Bereich Transgender. Weiters gibt es Eigenimporte vor allem aus den Vereinigten Staaten und dem Vereinigten Königreich, aber auch aus Frankreich und Deutschland sowie ein umfassendes Angebot an einschlägigen Zeitschriften von Politik und Lifestyle bis zur Erotik, Comics, Boys Love, Filme, Musik-CDs und Accessoires.
Über den gemeinsamen Kulturverein Berggasse werden vor allem Lesungen und Ausstellungen veranstaltet. Weitere Initiativen sind Diskussionen, Führungen und Ähnliches. Der Verein hat sich nach Eigenaussagen zum Ziel gesetzt die aufklärerischen Ideale der französischen Revolution – Freiheit, Gleichheit, Brüderlichkeit – für die Gegenwartskultur der LGBT-Personen fruchtbar zu machen.

## Bedeutung
Anfang der 1990er Jahre begann die Lesben- und Schwulenbewegung in Österreich sich erneut auszudifferenzieren und es entstanden verschiedene Organisationen. Viele Zeitzeugen empfinden die Zeit zwischen 1993 und 1996 als sehr prägend für den weiteren Verlauf der Bewegung und beschreiben den Zeitraum als Aufbruchsphase. Die Eröffnung von Berg und Löwenherz gilt als Beginn dieser Phase und im selben Jahr wurde auch der erste Life Ball abgehalten, inzwischen die größte Aids-Benefizveranstaltung Europas. Wichtige Versammlungen und Vorbereitungstreffen des Österreichischen Lesben- und Schwulenforum, des Internationalen Menschenrechts-Tribunals und der Regenbogenparade fanden im Café Berg statt.
In der einschlägigen Wiener Lokalszene, mehrheitlich rund um den Naschmarkt etabliert, hatten die meisten Lokale noch eine Klingel und Einlasskontrolle. Auf der Linken Wienzeile gab es das meist nur abends geöffnete Restaurant Willendorf in der Rosa Lila Villa, welches aber einiges über dem Straßenniveau liegt und nicht direkt einsehbar ist sowie das gemischte Café Savoy, welches nur am Abend von viel schwulem Publikum besucht wurde und wo Szenezeitschriften damals nicht aufgelegt werden durften. Berg und Löwenherz liegen abseits dieses Viertels in der Nähe der Universität Wien. Die Betreiber des Café Berg wollten schwules und lesbisches Leben nicht verstecken, sondern sichtbarer machen, weshalb es große Glasfenster gibt, die sich im Sommer auch öffnen lassen. Anfangs gab es lange Diskussionen um diese Fenster und manche hatten Angst, dass sich die Leute fürchten und die Kundschaft ausbleibt. Es ist dann das Gegenteil eingetreten und heute sind es die beliebtesten Plätze und im Sommer gibt es auch einen Schanigarten.
Bei der ersten Regenbogenparade im Jahre 1996 trugen die Mitarbeiter von Berg und Löwenherz den organisatorischen und konzeptionellen Ursprung und Aufbau mit und nehmen seitdem jedes Jahr daran teil.

## Weitere Geschichte
Die Buchhandlung Löwenherz begann mit etwa 3.500 Titeln, welche von Jürgen Ostler und Andreas Brunner ausgewählt worden waren. 2003 waren es über 8.000 Titel und 2007 hatte sich das Sortiment auf über 10.000 Titel erweitert. Anfang 2015 wurden die 13.000 Titel überschritten.
2002 wurde mit der Berg Bar am Spittelberg in Wien-Neubau eine Nacht-Dependance eröffnet. Inzwischen wurde diese jedoch wieder geschlossen.
Kellermann leitete das Café und die Buchhandlung bis 2002. Er etablierte sie zu einer Institution und übergab dann die Geschäftsleitung des Cafés an den langjährigen Mitarbeiter Georg Ender. Die Buchhandlung wurde von Jürgen Ostler, welcher seit der Vorbereitungsphase 1992 dabei ist, und Veit Georg Schmidt, der seit 1994 mitarbeitet, im Oktober 2002 übernommen.
Anfang 2007 hat Georg Ender den Club studio67 eröffnet, 2012 jedoch wieder verkauft.